# Eeklo (huyện)
Huyện Eeklo (tiếng Hà Lan: Arrondissement Eeklo; tiếng Pháp: Arrondissement d'Eeklo) là một trong 6 huyện hành chính ở tỉnh Đông Flanders,  Bỉ. Đây là một trong hai huyện tạo thành huyện Ghent hành chính.

## Các đô thị
Huyện hành chính Eeklo bao gồm các đô thị sau:
- Assenede
- Eeklo
- Kaprijke
- Maldegem
- Sint-Laureins
- Zelzate